# Сордіо
Сордіо (італ. Sordio) — муніципалітет в Італії, у регіоні Ломбардія, провінція Лоді.
Сордіо розташоване на відстані близько 460 км на північний захід від Рима, 20 км на південний схід від Мілана, 11 км на захід від Лоді.
Населення — 3299 осіб (2014).
Покровитель — святий Варфоломій.

## Демографія
Населення за роками:

Станом на 1 січня 2023 року в муніципалітеті офіційно проживало 416 іноземців з 50 країн, серед них 162 громадяни країн Євросоюзу та 30 громадян України.

## Сусідні муніципалітети
- Казальмайокко
- Сан-Ценоне-аль-Ламбро
- Таваццано-кон-Віллавеско
- Віццоло-Предабіссі